# 조너스 소크
조너스 에드워드 솔크(영어: Jonas Edward Salk, 1914년 10월 28일~1995년 6월 23일)는 미국 의학연구자와 바이러스학자로, 처음 소아마비백신을 개발한 것으로 유명하다.

## 생애
그는 뉴욕의 유대인 부모 밑에서 태어났다. 그의 부모는 일반적인 교육을 거의 받지 못했으나, 솔크가 성공하도록 도울 것을 굳게 작심하였다. 뉴욕 의과대학에 다니는 동안, 솔크는 내과의가 되기보다는 연구를 하기로 하였다.
솔크 백신이 도입되는 1955년까지, 소아마비는 공중보건에서 큰 문젯거리였다. 연간 전염병은 엄청나게 증가하였다. 1952년은 미국 역사상 전염병이 가장 심각하게 발생한 해였다. 그해에 거의 58,000건의 소아마비가 보고되었고, 3,145명이 사망하였고, 21,269명이 마비가 되었다. 희생자는 대부분 어린이였다. 역사학자 윌리엄 오넬은 “전염병에 대한 대중들의 반응”을 말하였다. “도시 지역의 시민들은 매해 여름 이 끔찍한 방문자에 대해 공포에 떨고 있다." 2009년 PBS 다큐멘터리에 따르면, “원자폭탄을 제외하고도, 미국은 소아마비에 떨고 있다.”라고 하였다. 그 결과, 과학자들은 소아마비를 예방하거나 치료하는 방법을 찾기 위해 미칠 지경이었다. 미국 대통령 루즈벨트는 소아마비의 희생자 중 하나이며, 백신을 만들기 위한 기금을 설립하였다.
1947년, 솔크는 피츠버그 의과대학의 약속을 받아들였다. 1948년, 그는 다른 종류의 소아마비 바이러스를 판정하기 위해, 소아마비 국제 기금이 설립한 프로젝트를 맡게 되었다. 솔크는 이 프로젝트를 소아마비 백신을 개발하기 위한 기회로 보았고, 그가 만든 숙련된 연구팀과 함께 7년 동안 헌신적으로 일하였다. 오넬에 따르면, “20,000명의 내과의와 공중보건 공무원, 64,000명의 학교 직원, 220,000명의 자원 봉사자가 참여한 역사상 가장 정교한 프로그램이다.”라고 말하였다. 180만 명 이상의 어린이에게 백신을 시험하였다. 1955년 4월 12일 백신이 성공적임을 대중에 공표하였을 때, 솔크는 “기적의 일꾼”이라 칭해졌다. 그리고 그 날은 거의 국가공휴일이 되었다. 그의 오로지 한 가지의 초점은 안전하고 효과적인 백신을 가능한 빠르게 개발하는 것이었다. 그것도 아무런 이득과 개인적인 득이 없이 말이다. 그가 TV 인터뷰에서 누가 이 백신의 특허를 가졌냐고 질문을 받았을 때, 그는 “특허는 없다. 태양에도 특허를 낼 건가?”라고 대답하였다.
1960년에 그는 캘리포니아주 라호이아에 솔크 연구소를 설립하였다. 이곳은 현재 의료 과학 연구의 중심지가 되었다. 그는 이후에도 계속적인 연구를 하였고 책을 써내었다. 솔크는 그의 노년기에 HIV 백신에 관련하여 연구하고 조사하였다.

## 참고 문헌
1. ↑   Zamula E (1991). "A New Challenge for Former Polio Patients." FDA Consumer 25 (5): 21–5. FDA.gov, Cited in Poliomyelitis [Retrieved 2009-11-14].
2. ↑   Rose DR (2004). "Fact Sheet—Polio Vaccine Field Trial of 1954." March of Dimes Archives. 2004 02 11.
3. ↑  Johnson, George (1990년 11월 25일). “Once Again, A Man With A Mission”. 《The New York Times》. 2011년 8월 5일에 확인함.